# Lester J. Dickinson
Lester Jesse Dickinson, född 29 oktober 1873 i Lucas County, Iowa, död 4 juni 1968 i Des Moines, Iowa, var en amerikansk republikansk politiker. Han representerade delstaten Iowa i båda kamrarna av USA:s kongress, först i representanthuset 1919–1931 och sedan i senaten 1931–1937.
Dickinson avlade 1898 grundexamen vid Cornell College i Iowa. Han avlade sedan 1899 juristexamen vid State University of Iowa (numera University of Iowa). Han inledde sin karriär som advokat i Algona. Han gifte sig 1901 med Myrtle Call. Han var åklagare för Kossuth County 1909–1913.
Dickinson besegrade kongressledamoten Frank P. Woods i republikanernas primärval inför kongressvalet 1918. Han vann sedan kongressvalet och efterträdde Woods i representanthuset i mars 1919. Han omvaldes 1920, 1922, 1924, 1926 och 1928.
Dickinson besegrade sittande senatorn Daniel F. Steck i senatsvalet 1930. Dickinson var en av de anmälda kandidaterna till republikanernas nominering i presidentvalet i USA 1936. Han hoppades på att republikanernas konvent skulle ha svårt att enas bakom en kandidat och att han skulle ha fått nomineringen som en kompromisskandidat. Alf Landon vann nomineringen lätt men förlorade presidentvalet stort. Dickinson själv förlorade senatsvalet 1936 mot demokraten Clyde L. Herring.
Dickinson utmanade sittande senatorn Guy Gillette i senatsvalet 1938 men förlorade igen knappt. Han flyttade sedan till Des Moines och återgick till arbetet som advokat.
Dickinson var kongregationalist och frimurare. Hans grav finns på Algona Cemetery i Kossuth County.